# 第22海兵歩兵大隊 (フランス軍)
第22海兵歩兵大隊（だいにじゅうにかいへいほへいだいたい、22e bataillon d'infanterie de marine：22e BIMa）は、ロワール＝アトランティック県ナントに駐屯する、CFAT隷下のフランス陸軍海兵隊の歩兵（後方支援）大隊である。
兵種は歩兵、伝統的区分は海兵隊である。

## 沿革
- 1914年：第22植民地歩兵連隊の後継として編成され、第1次世界大戦に参加。
- 1945年：第2次世界大戦終結。
- 1999年：第22海兵大隊として再編成される。

## 最新の部隊編成
- 大隊本部
- 総合地区中隊
- 予備中隊

## 大隊の任務
大隊は、海兵隊総司令部とナント駐屯部隊に対する業務支援を担う。

## 主要装備
- GIAT BM92-G1
- FA-MAS
- P4
- TRM 2000
- TRM 10000